# Knemodynerus conspicuus
Knemodynerus conspicuus är en stekelart som beskrevs av Gusenleitner 1992. Knemodynerus conspicuus ingår i släktet Knemodynerus och familjen Eumenidae. Inga underarter finns listade i Catalogue of Life.